# Canton du Pont-de-Claix
Le canton du Pont-de-Claix est une circonscription électorale française du département de l'Isère.

## Histoire
Un nouveau découpage territorial de l'Isère entre en vigueur à l'occasion des élections départementales de 2015. Il est défini par le décret du 18 février 2014, en application des lois du 17 mai 2013 (loi organique 2013-402 et loi 2013-403). Les conseillers départementaux sont, à compter de ces élections, élus au scrutin majoritaire binominal mixte. Les électeurs de chaque canton élisent au Conseil départemental, nouvelle appellation du Conseil général, deux membres de sexe différent, qui se présentent en binôme de candidats. Les conseillers départementaux sont élus pour 6 ans au scrutin binominal majoritaire à deux tours, l'accès au second tour nécessitant 12,5 % des inscrits au 1er tour. En outre la totalité des conseillers départementaux est renouvelée. Ce nouveau mode de scrutin nécessite un redécoupage des cantons dont le nombre est divisé par deux avec arrondi à l'unité impaire supérieure si ce nombre n'est pas entier impair, assorti de conditions de seuils minimaux. Dans l'Isère, le nombre de cantons passe ainsi de 58 à 29.
Le canton du Pont-de-Claix est formé de communes des anciens cantons de Vizille (6 communes), de Vif (5 communes) et d'Eybens (1 commune). Le canton est entièrement inclus dans l'arrondissement de Grenoble. Le bureau centralisateur est situé au Pont-de-Claix.

## Représentation
| Période élective | Période élective | Mandat | Mandat   | Identité              | Nuance | Nuance | Qualité |
| ---------------- | ---------------- | ------ | -------- | --------------------- | ------ | ------ | --- |
| 2015             | 2021             | 2015   | 2021     | Pierre Gimel          |        | LR     | Ancien conseiller général du canton de Clelles. 5e vice-président du conseil départemental chargé des finances et des ressources humaines.                                                            |
| 2015             | 2021             | 2015   | 2021     | Sandrine Martin-Grand |        | LR     | Conseillère municipale d'opposition à Varces-Allières-et-Risset jusqu'en 2020 1ere vice-présidente du conseil départemental chargée de la protection de l'enfance. Présidente de Alpes Isère Habitat. |
| 2021             | 2028             | 2021   | en cours | Michel Doffagne       |        | DVD    | Adjoint au maire de Jarrie |
| 2021             | 2028             | 2021   | en cours | Sandrine Martin-Grand |        | LR     | Conseillère sortante, 1ère vice-présidente chargée de l'équité territoriale |

À l'issue du 1er tour des élections départementales de 2015, deux binômes sont en ballotage : Amandine Mounsif et Étienne Zolfaghar (FN, 26,94 %) et Pierre Gimel et Sandrine Martin-Grand (Union de la Droite, 25,67 %). Le taux de participation est de 48,47 % (15 572 votants sur 32 124 inscrits) contre 49,24 % au niveau départemental et 50,17 % au niveau national.
Au second tour, Pierre Gimel et Sandrine Martin-Grand (Union de la Droite) sont élus avec 66,00 % des suffrages exprimés et un taux de participation de 48,04 % (8 869 voix pour 15 433 votants et 32 126 inscrits).

## Composition
Le canton du Pont-de-Claix comprend douze communes entières.
| Nom                                      | Code Insee | Intercommunalité         | Superficie (km2) | Population (dernière pop. légale) | Densité (hab./km2) | Modifier                                    |
| ---------------------------------------- | ---------- | ------------------------ | ---------------- | --------------------------------- | ------------------ | ------------------------------------------- |
| Le Pont-de-Claix (bureau centralisateur) | 38317      | Grenoble-Alpes Métropole | 5,60             | 10 846 (2022)                     | 1 937              | modifier les données · modifier les données |
| Brié-et-Angonnes                         | 38059      | Grenoble-Alpes Métropole | 9,70             | 2 509 (2022)                      | 259                | modifier les données · modifier les données |
| Champ-sur-Drac                           | 38071      | Grenoble-Alpes Métropole | 8,92             | 3 344 (2022)                      | 375                | modifier les données · modifier les données |
| Champagnier                              | 38068      | Grenoble-Alpes Métropole | 6,61             | 1 506 (2022)                      | 228                | modifier les données · modifier les données |
| Le Gua                                   | 38187      | Grenoble-Alpes Métropole | 28,48            | 1 883 (2022)                      | 66                 | modifier les données · modifier les données |
| Herbeys                                  | 38188      | Grenoble-Alpes Métropole | 7,73             | 1 388 (2022)                      | 180                | modifier les données · modifier les données |
| Jarrie                                   | 38200      | Grenoble-Alpes Métropole | 13,26            | 3 925 (2022)                      | 296                | modifier les données · modifier les données |
| Notre-Dame-de-Commiers                   | 38277      | Grenoble-Alpes Métropole | 4,79             | 527 (2022)                        | 110                | modifier les données · modifier les données |
| Saint-Georges-de-Commiers                | 38388      | Grenoble-Alpes Métropole | 14,62            | 2 691 (2022)                      | 184                | modifier les données · modifier les données |
| Saint-Paul-de-Varces                     | 38436      | Grenoble-Alpes Métropole | 19,69            | 2 212 (2022)                      | 112                | modifier les données · modifier les données |
| Varces-Allières-et-Risset                | 38524      | Grenoble-Alpes Métropole | 20,88            | 8 314 (2022)                      | 398                | modifier les données · modifier les données |
| Vif                                      | 38545      | Grenoble-Alpes Métropole | 28,30            | 8 557 (2022)                      | 302                | modifier les données · modifier les données |
| Canton du Pont-de-Claix                  | 3820       |                          | 168,58           | 47 702 (2022)                     | 283                | modifier les données                        |

## Démographie
En 2022, le canton comptait 47 702 habitants, en évolution de +3,98 % par rapport à 2016 (Isère : +3,07 %, France hors Mayotte : +2,11 %).
| 2013   | 2018   | 2022   |
| ------ | ------ | ------ |
| 45 247 | 46 380 | 47 702 |